# چمن هیبریدی

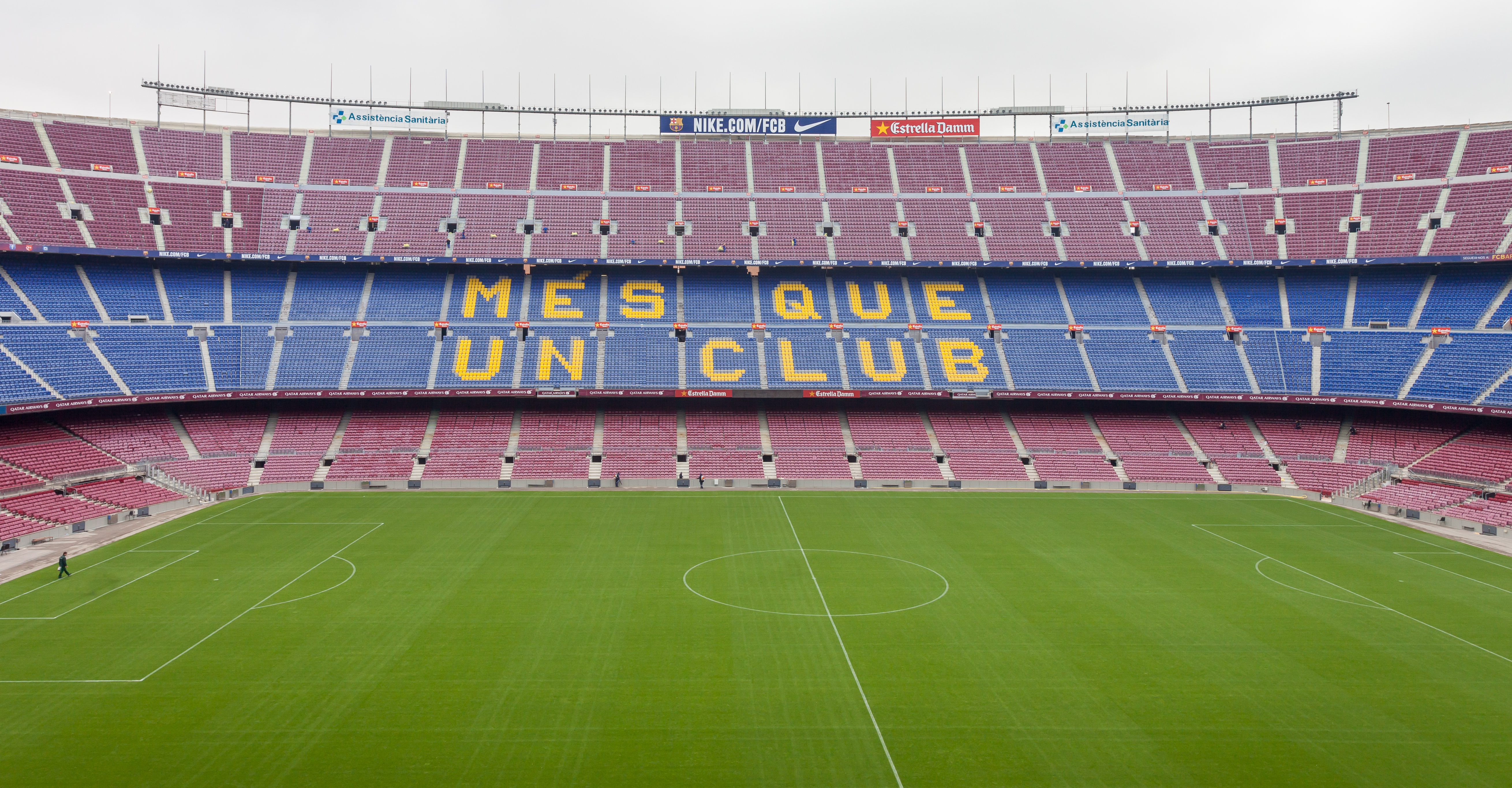
نمایی از چمن هیبریدی نیوکمپ - ۲۰۱۴

چمن هیبریدی (انگلیسی: Hybrid grass) یا چمن طبیعی تقویت شده محصولی است که از ترکیب چمن طبیعی با الیاف تقویت کننده مصنوعی تولید می‌شود. این نوع چمن برای زمین‌های ورزشگاه و زمین‌های آموزشی استفاده می‌شود که برای باشگاه‌های فوتبال، راگبی، فوتبال آمریکایی، گلف و بیس بال کاربرد دارد. چمن هیبریدی می‌تواند برای اجتماعات و کنسرت‌ها نیز مورد استفاده قرار گیرد. الیاف مصنوعی که در قسمت ریشه این نوع چمن گنجانده شده‌اند، آنرا قوی تر و مقاوم تر به آسیب می‌سازند.